# الحرشة (سلوان)
الحرشة هو دُوَّار يقع بجماعة سلوان، إقليم الناظور، جهة الشرق في المملكة المغربية. ينتمي الدوّار لمشيخة سلوان التي تضم 13 دوار. يقدر عدد سكانه بـ 2104 نسمة حسب الإحصاء الرسمي للسكان والسكنى لسنة 2004.

## روابط خارجية
- البوابة الوطنية للجماعات الترابية
- المندوبية السامية للتخطيط